# Ciudad de Dios (Lambayeque)
Ciudad de Dios es una localidad ubicada en el distrito de San José, en el departamento de Lambayeque.

## Demografía
En el 2017 tiene una población de 3 686 habitantes.